# Владислав Броневський
Владислав Броневський, або Владислав Бронєвський (пол. Władysław Broniewski; 17 грудня 1897, Плоцьк — 10 лютого 1962, Варшава) — польський поет, публіцист, перекладач.

## Біографія
У 1921—1924 роках навчався у Варшавському університеті. Під час Другої світової війни, у 1939—1945 роках, перебував в еміграції, зокрема у 1939—1942 роках жив у СРСР.
Перекладав твори російських письменників Миколи Гоголя, Федора Достоєвського, Сергія Єсеніна, Володимира Маяковського, Олексія Толстого, Корнія Чуковського та інших, вірші на польські теми Максима Рильського, п'єси Олександра Корнійчука («Загибель ескадри», «Крила» та інші).
Українською мовою твори Броневського перекладали Іван Кулик, Максим Рильський, Леонід Первомайський, Борис Олійник, Дмитро Павличко, Роман Лубківський, Леонід Череватенко, Віктор Коптілов та інші.
Вчився в гімназії в Плоцьку. У 1915 вступив в легіони Ю. Пілсудського і в їх складі брав участь у Першій світовій війні. За бойові заслуги був нагороджений срібним хрестом ордену «Virtuti Militari», чотири рази отримував хрест «Krzyż Walecznych». За участь в організованій масовій відмові легіонерів складати присягу на вірність германській державі в 1917 році був, як і інші учасники, інтернований. Після звільнення з табору екстерном здав іспит на атестат зрілості і вступив до Варшавського університету. Одночасно брав участь у конспіративній діяльності Польської військової організації.
Відкрито виражав невдоволення режимом, що встановився в Польщі, піддавався переслідуванням влади, в 1931 був заарештований (разом з Олександром Ватом), але незабаром звільнений. Після окупації Радянським Союзом східних областей Польщі в 1939 році співпрацював в комуністичному друці, проте в січні 1940 був заарештований у Львові органами НКВД разом з Олександром Ватом і ще декількома польськими поетами.
У 1941 був перевезений в Москву, знаходився у в'язниці НКВД на Луб'янці, потім перевезений у в'язницю в Саратові. З 1943 був технічним редактором польського журналу «У дорозі», що виходив в Єрусалимі. У Польщу повернувся в 1946, після деяких коливань.
Лауреат державної премії (1950 і 1955).
У Польщі — два музеї В.Броневского: в Плоцьку і у Варшаві. Видано том спогадів і есе про Броневського (Варшава, 1978), два томи листів до Броневського 1915—1939 (Варшава, 1981), щоденник Броневського 1918—1922 (Варшава).

## Владислав Броневський і Україна
Вже 1928 року у журналі "Гарт" (№10,1928, с. 62-66) вийшов літературний портрет Мечислава Гаска "Владислав Броневський". Наприкінці публікації подано огляд видань, які на той час встигли надрукувати українською твори молодого польського поета. 
Поет вперше побував в Україні 1934 року. Тоді відвідав Харків, Дніпропетровськ, Запоріжжя, Київ та інші міста і села. Наприклад, до Дніпропетровська завітав 22 березня 1934 разом з письменником Борисом Пільняком. Про свої враження від поїздки Україною Броневський розповів у репортажі, друкованому того ж року в тижневику Wiadomości Literackie. Через тридцять років репортаж передруковано варшавським тижневиком "Культура" (1964). У той свій приїзд польський поет зазнайомився з українськими поетами і прозаїками Микитенком, Копиленком, Тичиною, Первомайським, Корнійчуком та ін.  Його увагу привернули переклади іноземної літератури в Україні.  Польський поет писав також про голод в Україні, про самогубство наркома Миколи Скрипника, побудову Дніпрельстану тощо. Поет також побував у Криму. У варшавському музеї В. Броневського зберігаються листи з Дніпропетровська від літератора Олександра Билінова (Бейлінова, 1909-1999), працівниці обласної бібліотеки Кіри Гаєвської та ін.  Як згадувала Кіра Гаєвська (1912-2007), Владислав Броневський кликав її до Криму. Вона ж запросила Броневського і Пільняка до себе додому, де їх частували варениками з вишнями. Свої листи поетові 22-річна любителька поезії Кіра Гаєвська не надсилала безпосередньо до Польщі (в силу відомих причин), а пересилала Борису Пільнякові до Москви, а той вже пересилав Броневському до Варшави. 

## Твори

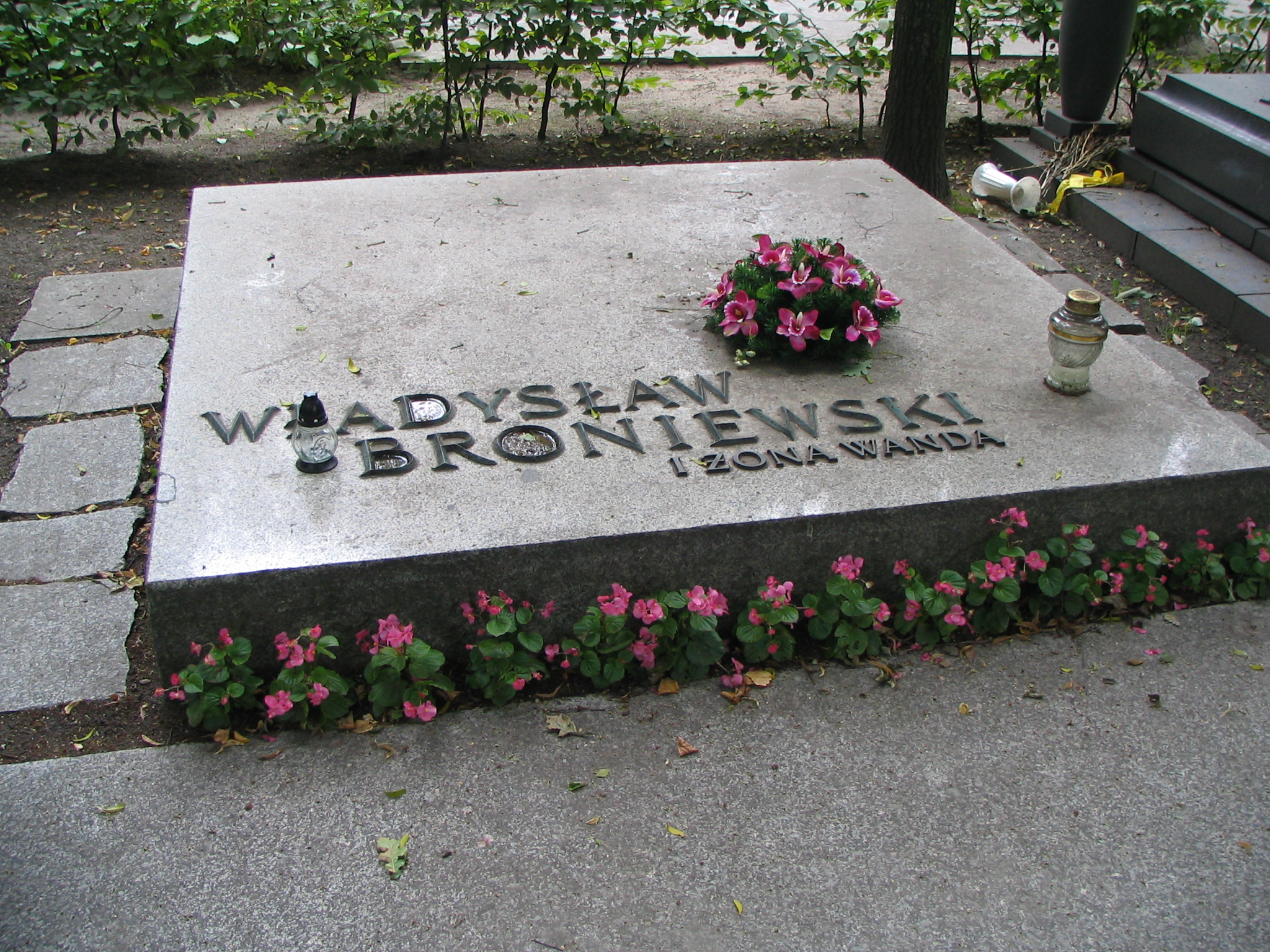
Місце поховання, кладовище Військові Повонзки, Варшава

### Збірки віршів
- «Три залпи» (1925) — разом із Станіславом-Ришардом Станде та Вітольдом Вандурським
- «Вітряки» (1925)
- «Дими над містом» (1927)
- «Журба і пісня» (1932)
- «Останній крик» (1939)
- «Примкни багнет!» (1943)
- «Дерево відчаю» (1945)
- «Варшавські вірші» (1948)
- «Окопи й барикади» (1949)
- «Надія» (1951)
- «Мазовія та інші вірші» (1952)
- «Буде радість, буде спів» (1953)
- «Анка» (1956)
- «Поезія» (1957)

### Поеми
- «Паризька комуна» (1929)
- «Розповідь про життя та смерть Кароля Вальтера-Сверчевського, робітника й генерала» (1952)

## Публікації творів Броневського в українських перекладах
- Владислав Броневський // Антологія польської поезії: В двох томах. — Т.2. — К.:Дніпро, 1979. — С.145—186.
- Поезії / З польської переклав Ігор Пізнюк // Всесвіт. — 2014. — № 1—2. — С.10—14.